# Regeringen Andrass Samuelsen
Andrass Samuelsens regering var Færøernes regering fra 12. maj 1948 til 15. december 1950. Den var en koalition mellem Sambandsflokkurin (SB), Javnaðarflokkurin (JF) og Sjálvstýrisflokkurin (SF), ledet af Andrass Samuelsen (SB). Den var Færøernes første regering, og blev stiftet som resultat af Hjemmestyreloven af 1948.
|                          | Minister            | Parti | Fra          | Til               |
| ------------------------ | ------------------- | ----- | ------------ | ----------------- |
| Lagmand                  | Andrass Samuelsen   | SB    | 12. maj 1948 | 15. december 1950 |
| Vicelagmand              | Louis Zachariasen   | SF    | 12. maj 1948 | 15. december 1950 |
| Ministerium              | Minister            | Parti | Fra          | Til               |
| Minister uden portefølje | Kristian Djurhuus   | SB    | 12. maj 1948 | 15. december 1950 |
| Minister uden portefølje | Jóan Petur Davidsen | JF    | 12. maj 1948 | 15. december 1950 |
| Minister uden portefølje | Louis Zachariasen   | SF    | 12. maj 1948 | 15. december 1950 |

## Eksterne links
- Færøernes lagmænd og regeringer siden 1948 Arkiveret 6. oktober 2014 hos  Wayback Machine

| Portal | Portal:Færøerne |